# Sanlam
Sanlam Limited – południowoafrykańskie przedsiębiorstwo finansowe i ubezpieczeniowe z siedzibą w Bellville i będące częścią Sanlam Group. W 2022 roku grupa zanotowała obrót 4,35 miliarda dolarów i zysk netto w wysokości 782 milionów dolarów.
Od 1998 roku jego akcje są notowane na Giełdzie Papierów Wartościowych w Johannesburgu i Giełdzie Papierów Wartościowych w Namibii. Przez agencję ratingową Fitch Ratings Sanlam został uznany za wiodącego ogólnoafrykańskiego dostawcę usług finansowych.
Klientom indywidualnym i instytucjonalnym oferuje usługi z zakresu ubezpieczeń, zarządzania aktywami i inwestycjami, zarządzania ryzykiem, udzielania kredytów i procesowania płatności.
Sanlam (Suid-Afrikaanse Nasionale Lewens Assuransie Maatskappij Beperk) został zarejestrowany 8 czerwca 1918.